# エステ (風俗店)
エステは、マッサージなどを中心としたサービスを行う店舗である。男性向けのマッサージ店の場合、女性店員が個室で男性客にマッサージを行う。美容の「エステティック」を語源とし、エステティックサロンに準えて「～式エステ」などの肩書きで営業している店舗が見られるが、性的なサービスのある店舗は風営法上の性風俗関連特殊営業に該当する風俗店の一種である。

## 概要
営業形態は様々であり、店舗の呼び名も「韓国式エステ」「台湾式エステ」「中国式エステ」「アロマエステ」「アジアンエステ」「メンズエステ」等々。日本の歓楽街においてアジア系の女性店員が接客する店舗が多いが、日本人女性のみの店舗もある。性的なサービスのある店舗の総称としては「回春エステ」「性感エステ」「性感マッサージ」「Ｍ性感」などと表記されることもある。システム的にはファッションヘルスに近いが、アロマオイルやパウダーなどを使用したリフレクソロジーに性的なサービスを加えた形の店舗が多い。2000年代以降は無店舗型の「出張エステ」も増加している。

## 法律上の位置づけ
性的なサービスのある店舗の場合は風俗営業等の規制及び業務の適正化等に関する法律第2条に準拠した店舗型性風俗特殊営業、もしくは無店舗型性風俗特殊営業を行う店舗である。営業を行うにあたり、各都道府県の公安委員会への届出が必要である。“届出”であり“許可”ではない。性的なサービスの無い店舗はマッサージ店やエステティックサロンと同様の位置付けだが、基本はマッサージ店やエステティックサロンとして営業し、性的なサービスをプラスしている店舗もあり、警察による捜査や摘発が行われることもある。

## サービス内容

### 全身・部分マッサージ
性的なサービスが無い店舗、性的なサービスの有る店舗ともに行うマッサージ。指圧やストレッチ、アロマオイルを使用した全身のリンパマッサージが基本となる。また女性従業員によっては、ヘッドマッサージや足ツボなども注文できる場合がある。

### 性感マッサージ
性感サービスのある店舗で行われる。女性従業員がTバックの下着、もしくは水着などを着用して、客に性的刺激を与えるマッサージ。女性従業員の体を撫でたり胸を触ったりすることが出来る店舗と出来ない店舗など最近は多種多様な形になりつつある。キスが可能かどうかも、女性従業員または店によって異なる。女性従業員からは、全身リップ、乳首舐め、鼠蹊部・睾丸マッサージなどが主な性的サービスとなり、最後はローションを使った手コキでの射精で終了する。オプションでゴムフェラやオールヌードなどが出来る。

### 料金相場
30分7,000円前後が一般的でファッションヘルスより若干割安の店舗が多い。30分～90分のコースでおおよそ総額5,000～25,000円である。性的なサービスのない場合はこれよりも若干割安であることが多い。下記無店舗型の場合別途ホテル代等が必要になる。

### 店舗型
繁華街や歓楽街、駅前等のマンションや雑居ビルに入居し、カーテン等簡単な仕切りを設け個室としている事が多い。客は個室内にあるベッドまたはマットで横になり女性からのサービスを受ける。店舗内に共同のシャワールームまたは個室内にシャワールームがある。客は受付で指名やコスプレなどのオプションを含めた前料金を支払い、個室に案内されてサービスを受ける。

### 無店舗型
店舗での営業を行いながら派遣受付・営業を行っている場合と、事務所で電話等での受付のみを行う店舗がある。店舗または事務所で待機している女性を客の自宅やホテル等へ派遣してサービスを行う。
客は受付又は電話で派遣先を告げ（受付がある場合ホテルを指定される場合もある）、女性の到着を待つ。女性従業員に料金を支払い、サービスを受けることが出来る。

## その他
- 韓国式エステ
- 中国式エステ

上記は女性が日本人以外で構成されており（韓国人や中国人とは限らない）、日本に出稼ぎに来ているアジア系女性が多く在籍している。日本人女性のみの店舗より古くから存在しているが、店舗によっては料金が明朗でない場合もある。